# Історія Мальдівів
Мальді́ви (мальд. ދިވެހިރާއްޖެ, Дівехі Раджже), офіційна назва Мальді́вська Респу́бліка (мальд. ދިވެހިރާއްޖޭގެ ޖުމްހޫރިއްޔާ) — країна у північній частині Індійського океану приблизно за 700 км від Шрі-Ланки, розташована на архіпелазі з 1196 коралових островів, що згруповано в 12 атолів. Всі острови пласкі, не більше 13 км², середня висота — 1,8 м над рівнем моря. Заселено 203 острови. Мови: дівехі, англійська.
Історія Мальдівських островів бере свій початок за багато років до початку нашої ери. Перше населення з'явилося на островах ще 3000 років тому. Люди з різних частин світу припливали сюди, часто не підозрюючи, що тут буде їх кінцевий пункт призначення. Але на Мальдівах вони змогли знайти ідеальне місце для життя в повному спокої. 
Перший готель відкрився на Мальдівах 3 жовтня 1972 року. Готель був названий Kurumba Village Resort. Спочатку курорт приймав всього близько 60 гостей на місяць. Першими туристами були італійці.
Туризм став основним двигуном прогресу на Мальдівах. До відкриття перших готелів на островах не було взагалі нічого, крім злітної смуги на острові Хулуле. Зв'язок з Коломбо підтримувалася за допомогою радіо або азбуки Морзе.
Мушлі Каурі або Болі - перша грошова одиниця на Мальдівах. У середні століття, мальдівські каурі використовувалися для розрахунків у багатьох країнах Африки та Азії.
Оскільки раковини каурі маленькі їх було легко транспортувати, а вид і форма забезпечували прекрасну захист від підробки. Точний перерахунок раковин не завжди був необхідний, оскільки всі каурі мали однакову форму і вагу. Раковини досить було зважити, щоб дізнатися суму платежу. Великі платежі проводилися в кошиках, повних каурі, кожна кошик містив близько 12 000 черепашок.
Збір і торгівля раковинами Каурі стали в певний момент справжньою індустрією на Мальдівах. У воду занурювалися циновки з кокосових листя, які залучали молюсків. Потім циновки діставали з води і залишали під сонцем. Після висихання валюта була готова.
Основна частина каурі доставлялася Мальдівськими моряками в розподільний центр, розташований в Бенгалії, звідки черепашки поширювалися по азійському регіону.
Яка була цінність раковини каурі? У районах, віддалених від Мальдів, за кілька каурі можна було купити корову. На Мальдівах кілька сотень тисяч черепашок можна було купити за золотий динар.
У 15-16-му століттях до торгівлі черепашками підключилися європейці. Мальдівські каурі повезли в Африку, де вони також використовувалися як засоби обміну. Спочатку такою торгівлею зайнялися португальці, пізніше до них підключилися голландці, англійці, французи і навіть німці. У підсумку, в африканські країни було завезено величезну кількість каурі, що зруйнувало грошові системи і економіку деяких країн.
До середини 18-го століття монети з міді і срібла почали витісняти каурі, і використання раковин поступово зійшло нанівець.

## Стародавня історія
400 до Н.Е. Буддійське королівство. Відкриття зруйнованих буддійських храмів на деяких островах вказують на раннє буддійське правління.
Перша  письмова  згадка  про  острови  датується  947 р.  -  саме  тоді  їх  відвідав  арабський   мандрівник.
В 1153 році на Мальдівах з'явився активний ісламський проповідник, який швидко звернув все населення в іслам і проголосив себе першим султаном Мухаммад-аль-Абдула. Іслам стає державною релігією. З цього моменту всі важливі події Мальдівів стали фіксувати в літописах султанату. Як не дивно, але країною правили не тільки султани, а й султанші.
У  1344 р.  острови відвідав   відомий  арабський   мандрівник  Ібн Баттута,  який   18   місяців  служив  там  каді (мусульманським  суддею).  З  14 ст. і  до  1968 р.   островами   правила  династія  султанів  Діді.

## Колоніяльний період
1558 - Захоплення Мале португальцями. Правлячий в той час Султан Алі VI гине в бою.
1573 - Під керівництвом національного лідера Mohamed Thakurfaanu і двох його братів, в результаті перевороту, Мальдіви звільняються після 15 років португальського правління. Mohamed Thakurfaanu стає новим султаном і національним героєм.
У  1640  на   островах  висадились  голландці  і  в  1645 - 1796  рр.   Мальдіви  були  «під опікою»  нідерландського  Цейлону  (нині  Шрі-Ланка). 1796  колонізацію   розпочала  Велика Британія.
16 грудня 1887 року султан Мальдівів укладає договір про протекторат Англії. Країна отримує захист, але зобов'язана платити данину Англійської Короні.
1932 -На Мальдівах приймається перша Конституція (Конституційний Султанат).
1947 - Останній рік оплати данини Англії.
1 січня 1953, через 800 років після створення Султанату (+1153 - 1953), була оголошена перша Республіка і обраний перший президент - Мохамед Амін Діді. Однак 21 серпня 1953 року знову відбувається повернення до Султанату, а перший президент вмирає всього через один рік.

## Незалежність
26 липня 1965 році Мальдіви отримують незалежність від Великої Британії. В цьому ж році країна стає повноправним членом Організації Об'єднаних Націй.
11 листопада 1968 було оголошено про створення другої Республіки. Президентом обраний  Ібрагім Насір.
1972 - Початок туристичної історії Мальдівів. На Мальдівські острови прибули перші туристи і був відкритий перший готель «Kurumba Village Resort». Курорт був відкритий у вівторок, 3 жовтня 1972 року.
1976 - Мальдіви вступають в групу країн підтримують рух неприєднання (Non-Aligned Movement - NAM). Британці залишають авіабазу на острові Ганн (Gan).
1977 рік - СРСР запропонував 1 млн. дол. за використання бази Ган для базування тут свого рибальського флоту. Президент Насир скликає засідання кабінету міністрів, в результаті пропозиція була відхилена.
1978 -  Президентом  обраний Момун Абдул Гаюм (Maumoon Abdul Gayoom), який буде правити країною протягом наступних 30 років.
3 листопада 1988 року Тамільські сепаратисти здійснюють спробу державного перевороту. Президент просить підтримки іноземних держав. У той же вечір, 1600 індійських десантників висаджуються на головний острів і пригнічують заколот.
У жовтні 2008 року президентом стає Мохамед Нашид (Mohamed Nasheed).
2012 - В результаті протестів, Мохаммед Нашид йде у відставку і президентом Мальдів стає Мохаммед Вахід Хассан Маннік (Mohammed Waheed Hassan Manik).
2013 - Президентом стає Абдулла Ямін (Abdulla Yameen).

## Цікаві факти
Відновленням історії Мальдівів займався знаменитий мандрівник Тур Геєрдал  й інші дослідники, завдяки їм стало відомо, що в 500 р до н.е. на Мальдіви переселилися буддисти з сусідами Шрі-Ланки. Не одноразово на островах бували давньоєгипетські, перські, індійські, китайські та давньоримські мореплавці, згадували про це у своїх суднових журналах.